# Rhabdodemania orientalis
Rhabdodemania orientalis is een rondwormensoort uit de familie van de Rhabdodemaniidae. De wetenschappelijke naam van de soort is voor het eerst geldig gepubliceerd in 1974 door Platonova.